# Завинаги Йоан Себастиан
„Завинаги Йоан Себастиан“ (на испански: Por siempre Joan Sebastian) е мексикански биографичен сериал от 2016 г., режисиран от Карина Дупрес и Луис Велес и продуциран от Карла Естрада за Телевиса.
Сериалът проследява живота на мексиканския певец, композитор и актьор Хосе Мануел Фигероа, по-известен с артистичния си псевдоним Йоан Себастиан, както и с прякорите си „Кралят на Харипео“, „Народният поет“ и „Южният ураган“. Удостояван е с 5 награди Грами и 7 награди Латински Грами.

## Актьори
- Хосе Мануел Фигероа – Йоан Себастиан (възрастен)
- Хулиан Фигероа – Йоан Себастиан (млад)
- Ливия Брито – Марибел Гуардия
- Ернесто Д'Алесио – Хосе Мигел Фигероа
- Мигел Анхел Биаджио – Енрико Фигероа
- Сарелеа Фигероа
- Арселия Рамирес – Летисия
- Луми Кавасос – Селия
- Диего де Ерисе
- Хуан Пабло Хил – Родриго Фигероа
- Иран Кастийо – Селина Еспарса
- Алехандра Амброси – Майка Хименес
- Мартин Алтомаро – Дионисио
- Палмейра Крус
- Ана Лаура Гаярдо
- Сайде Силвия Гутиерес
- Алехандра Роблес Хил – Андреа Фигероа
- Химена Мартинес – Марсела Фигероа
- Адалберто Пара – Дон Марио Фигероа
- Пати Диас – Офелия де Фигероа
- Абрил Ривейра
- Вивиана Серна – Нора
- Джесика Декоте – Арлет Теран
- Ракел Гарса – Майката на Майка
- Телма Дорантес – Чабела

## Премиера
Премиерата на Завинаги Йоан Себастиан е на 1 август 2016 г. по Canal de las Estrellas. Последният 18. епизод е излъчен на 21 август 2016 г.